# Schwyz (Gemeinde)
Schwyz ([ʃviːts]; französisch Schwytz oder Schwyz, italienisch Svitto, rätoromanisch Svizⓘ) ist eine politische Gemeinde und Hauptort des Kantons Schwyz sowie des gleichnamigen Bezirks.

## Name
Da sich der Name des erstmals 924/960 als in Suuites bezeugten Ortes Schwyz weder aus dem Alemannischen noch aus dem Romanischen erklären lässt, muss er aus vorrömischer Zeit stammen. Eine sichere Deutung liegt jedoch bis heute nicht vor. Am wahrscheinlichsten ist eine Herleitung von der indogermanischen Wurzel *sueid- «glänzen, schimmern» oder *sweit- «sengen, brennen», womit es sich beim Ortsnamen Schwyz entweder um einen Gewässernamen (ursprünglich für die Muota?) mit der Bedeutung «die hell Leuchtende» oder um einen vorlateinischen Rodungsnamen handeln würde, der als «Lichtung» oder «Brandrodung» zu deuten wäre.
Der Ortsname Schwyz wurde früh auf den ganzen Kanton übertragen; der Kanton Schwyz gab schliesslich der Schweiz ihren Namen.
Chronisten des 15. und 16. Jahrhunderts berichten, das Volk der Schwyzer sei zur Zeit einer grossen Hungersnot vom Norden her eingewandert. Die Sage erzählt von Suit (Swit), der seinen Bruder Scheijo im Zweikampf besiegt habe und darum dem neubesiedelten Land den Namen geben durfte. In seiner 1554 veröffentlichten Schwytzer Chronica berichtet Johannes Stumpf folgende – von ihm auf das Jahr 99 v. Chr. datierte – Geschichte aus der Zeit der Kimbernkriege über die Entstehung des Namens:

«Die Cimbrier zugend über das Trientisch gebirg in Italiam schlugend O. Luctatium Catul den Landpfläger der inen den wäg verhalten solt in gewaltige flucht. Die Cimbrier wurdend von Mario und Catulo den Römische väldherrn in einem näbel angriffen, gschlagen und bey nach grundtlich vertilckt, ire künig Lugius und Baiorich blibend tod, Claodicus und Genferich wurdend gefangen, weyb und kind weertend sich bis in tod, erwürgtend sich zeletst selbs. Die überblibnen Cimbrier in kleiner anzal liessend sich nider im Alpgebirg bey ire pundsgnossen den Tigurine und Tuginern mit iren hauptleüten. Schwyter und Tschey satztend sich mit irem völckli den Cimbriern im Zürychg in das gebirg bey dem grossen see, sübertend und bauwtend das land, das ward dem hauptmann nachbenennt Schwytz.»

„Die Kimbern zogen über das trientische Gebirge nach Italien, schlugen O. Luctatium Catulum, der ihnen den Weg verstellen sollte, in die Flucht. Die Kimbern wurden von Gaius Marius und Catulus, den römischen Feldherren, in einem Nebel angegriffen, geschlagen und beinahe gründlich vernichtet, ihre Könige Lugius und Baiorich blieben tot zurück, Claodicus und Genferich wurden gefangen, Weib und Kind wehrte sich bis in den Tod, erwürgte sich schliesslich selbst. Die übriggebliebenen Kimbern liessen sich in kleiner Anzahl im Alpgebirge bei ihren Bundesgenossen den Tigurinern und Tuginern mit ihren Hauptleuten nieder. Schwyter und Tschey liessen sich mit ihrem Völkchen den Kimbern im Zürichgau in das Gebirge bei dem grossen See nieder, säuberten und bebauten das Land, welches nach dem Hauptmann Schwytz benannt wurde.“

## Geographie

Historisches Luftbild von Werner Friedli von 1963

Der Dorfplatz von Schwyz liegt auf 516 m ü. M. am Südhang am Fuss der Mythen zwischen Lauerzersee und Vierwaldstättersee.
Die Gemeinde Schwyz setzt sich aus den Ortsteilen Schwyz, Rickenbach, Ibach und Seewen zusammen. Die Ortschaft Schwyz selber wird auch Flecken Schwyz genannt, da der Ort zwar über das Markt-, nicht aber das Stadtrecht verfügte. Die drei übrigen Ortsteile werden auch als Filialen bezeichnet, also Filiale Ibach, Filiale Seewen und Filiale Rickenbach. Diese Filialen führen, obwohl sie heute miteinander verwachsen sind, ein dörfliches Eigenleben, besitzen auch ihre eigenen Kirchen sowie Wappen. Daneben gibt es noch Weiler, die jeweils einem der Ortsteile zugewiesen werden: Auf Iberg, Haggenegg, Hesisbol, Holzegg, Oberschönenbuch, Perfiden, Ried-Haggen und Tschütschi.
Fläche
- Gesamtfläche: 5317,4856 ha
  - Gebäude: 82,7173 ha
  - Höfe, Gärten, Anlagen: 202,5706 ha
  - Äcker, Wiesen: 1959,0092 ha
  - Riedland: 202,3382 ha
  - Weiden: 979,8214 ha
  - Wald: 1377,2768 ha
  - Weidwald: 52,6501 ha
  - Bahnen, Strassen, Wege: 146,8840 ha
  - Gewässer: 125,4892 ha
  - Unkultiviertes Gebiet: 188,7288 ha

## Bevölkerung

### Einwohnerentwicklung

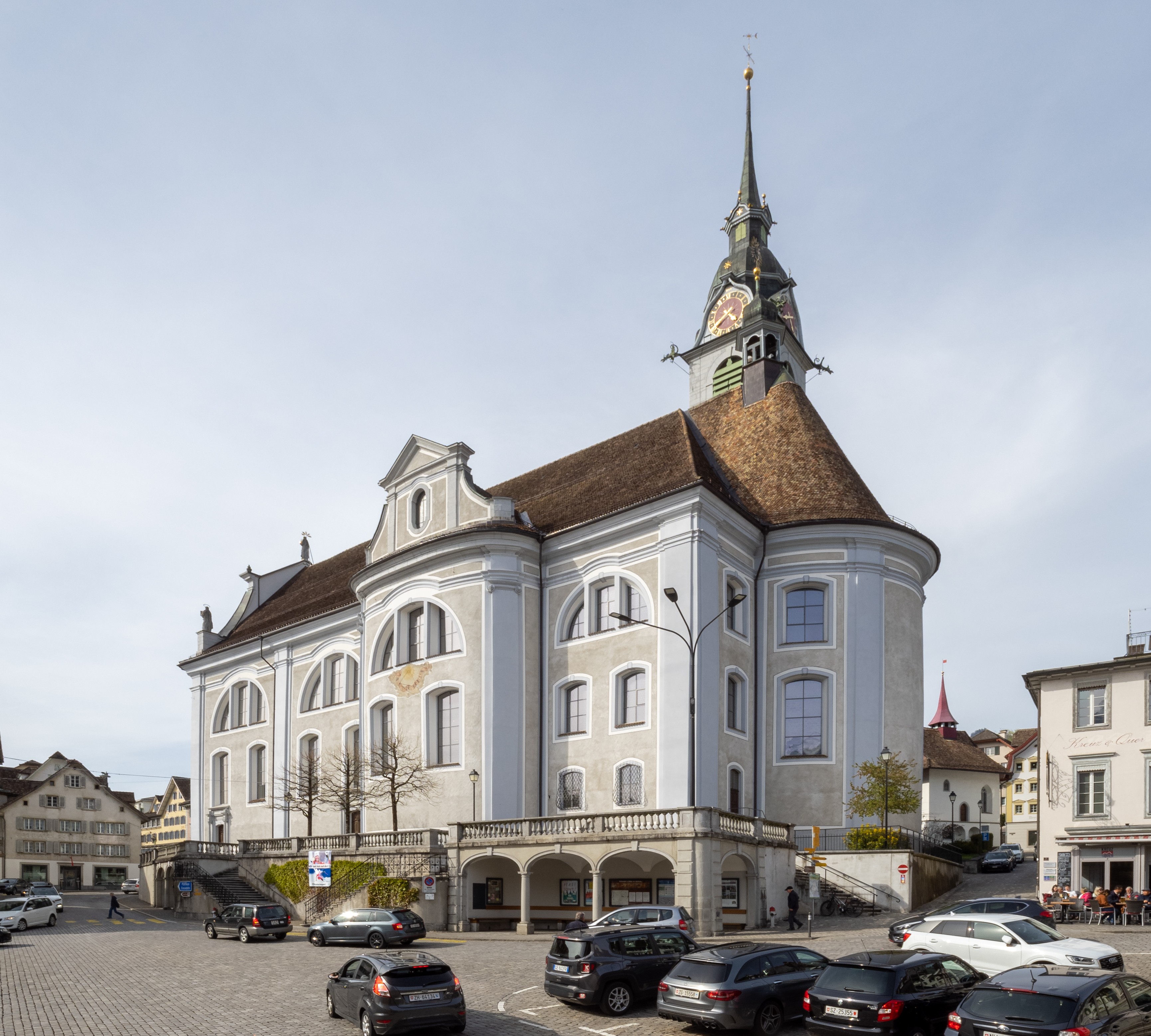
Kath. Pfarrkirche St. Martin

Die Einwohnerzahl hat sich in Schwyz wie folgt entwickelt:
| Jahr      | 1850  | 1900  | 1950   | 1960   | 1970   | 1980   | 1990   | 2000   | 2010   |
| Einwohner | 5'432 | 7'398 | 10'259 | 11'007 | 12'194 | 12'100 | 12'723 | 13'763 | 14'423 |

### Religionen
Die Bevölkerung ist mit 70 % mehrheitlich römisch-katholisch, während 6 % der evangelisch-reformierten Kirche angehören (Stand 2019).
Zahlen zu weiteren Religionsgemeinschaften in Schwyz wurden letztmals bei der Volkszählung im Jahr 2000 erhoben. Damals gehörten 3 % der Bevölkerung einer anderen christlichen Konfession (weder katholisch noch evangelisch-reformiert) an, 4 % waren muslimischen Glaubens und 1 % bekannte sich zu einer anderen Religion. 3 % waren konfessionslos und weitere 3 % machten keine Angabe zu ihrer Religion.

## Politik
Bei den Nationalratswahlen 2023 betrugen die Wähleranteile in Schwyz (in Klammern Veränderung zu Wahlen 2019):
| Mitte           | SVP             | FDP             | SP              | GPS            | glp            |
| --------------- | --------------- | --------------- | --------------- | -------------- | -------------- |
| 27,9 % (+2,5 %) | 27,3 % (−2,8 %) | 14,3 % (−5,5 %) | 11,0 % (−6,7 %) | 5,2 % (+2,0 %) | 3,2 % (−0,2 %) |

## Schulen und Bildung

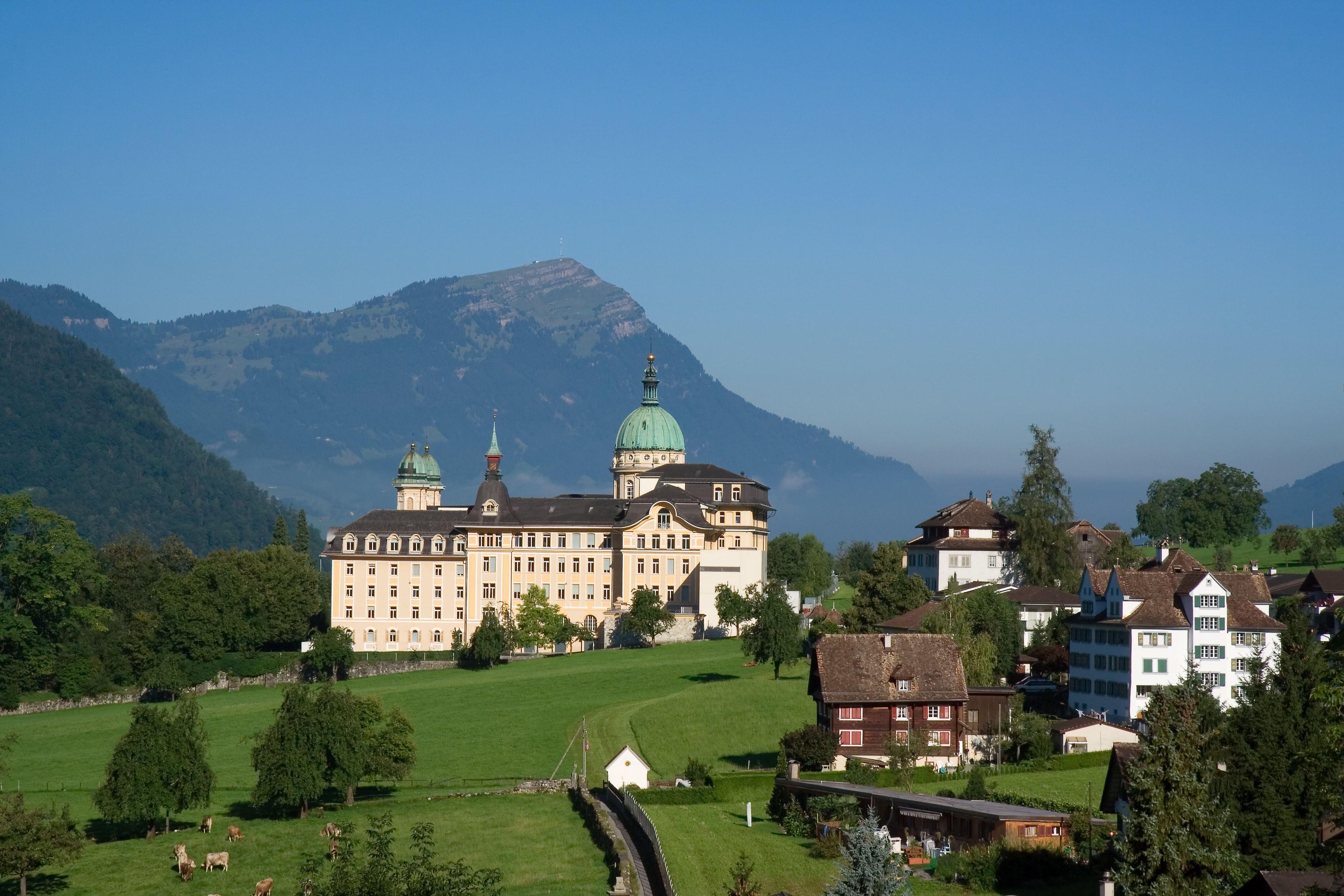
Kantonsschule Kollegium Schwyz

Die Primarschulstufe ist in Schwyz auf die Ortsteile verteilt. In Schwyz sind dies die Schulhäuser Herrengasse und Lücken, in Seewen das Schulhaus Seerüti und das Krummfeld, in Ibach das Schulhaus Muota und das Christophorus und in Rickenbach das Schulhaus Mythen. Die Oberstufe findet zentral im Schulhaus Rubiswil im Ortsteil Ibach statt.
Schwyz besitzt eine eigene Kantonsschule, die sich Kantonsschule Kollegium (schweizerdeutsch Kollegi) nennt. Dazu besitzt Schwyz eine Musikschule und eine Kaufmännische Berufsfachschule.

## Wirtschaft
Zu erwähnen sind bekannte Unternehmen wie die Victorinox AG als Hersteller des Schweizer Taschenmessers, das Einkaufszentrum Mythen Center, die seit 1908 ebenfalls in Ibach ansässige Max Felchlin AG als Hersteller von Schweizer Schokolade und weiteren Confiserie-Produkten.

## Sehenswürdigkeiten, Kultur und Brauchtum

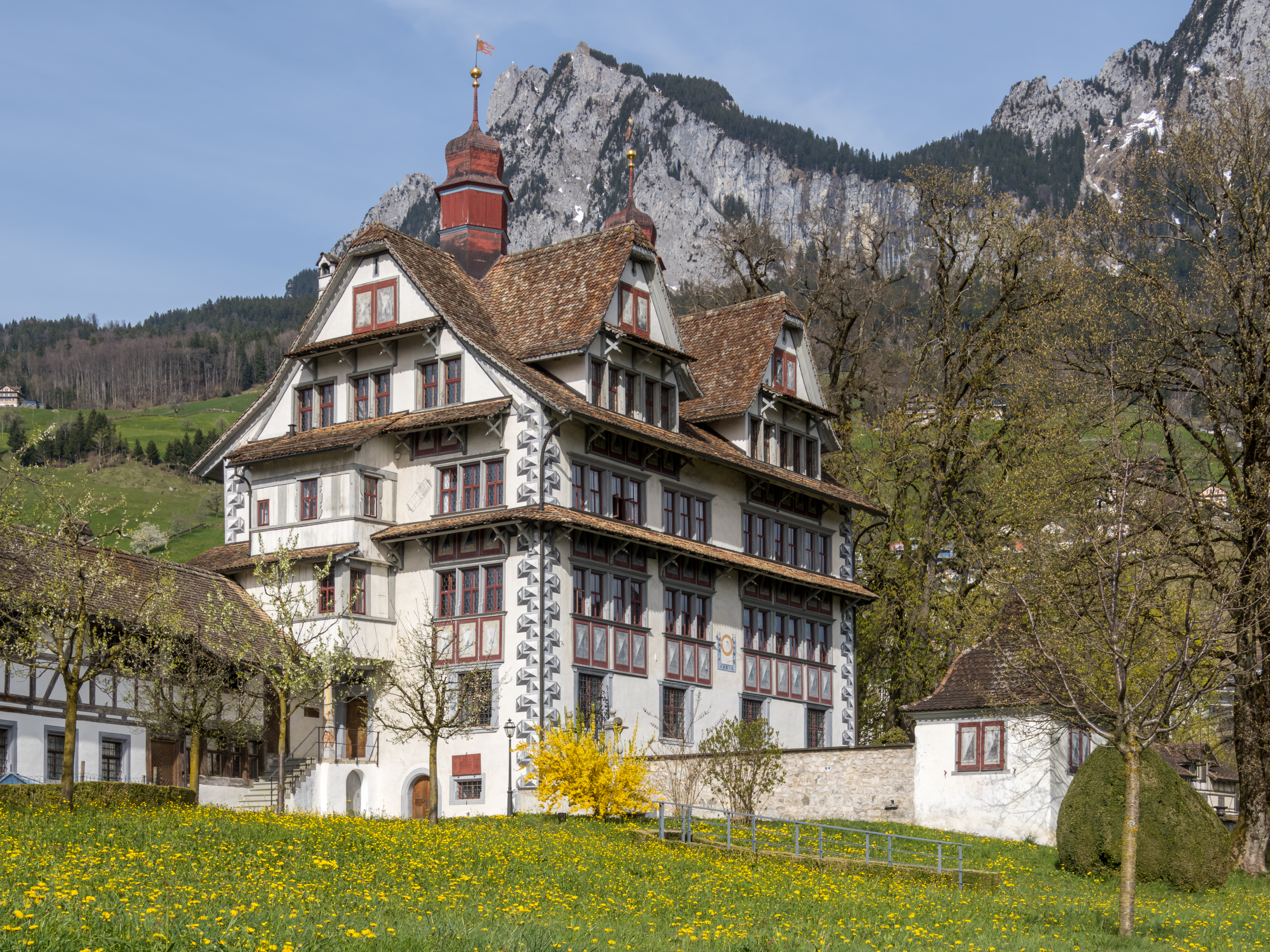
Ital-Reding-Hofstatt Schwyz

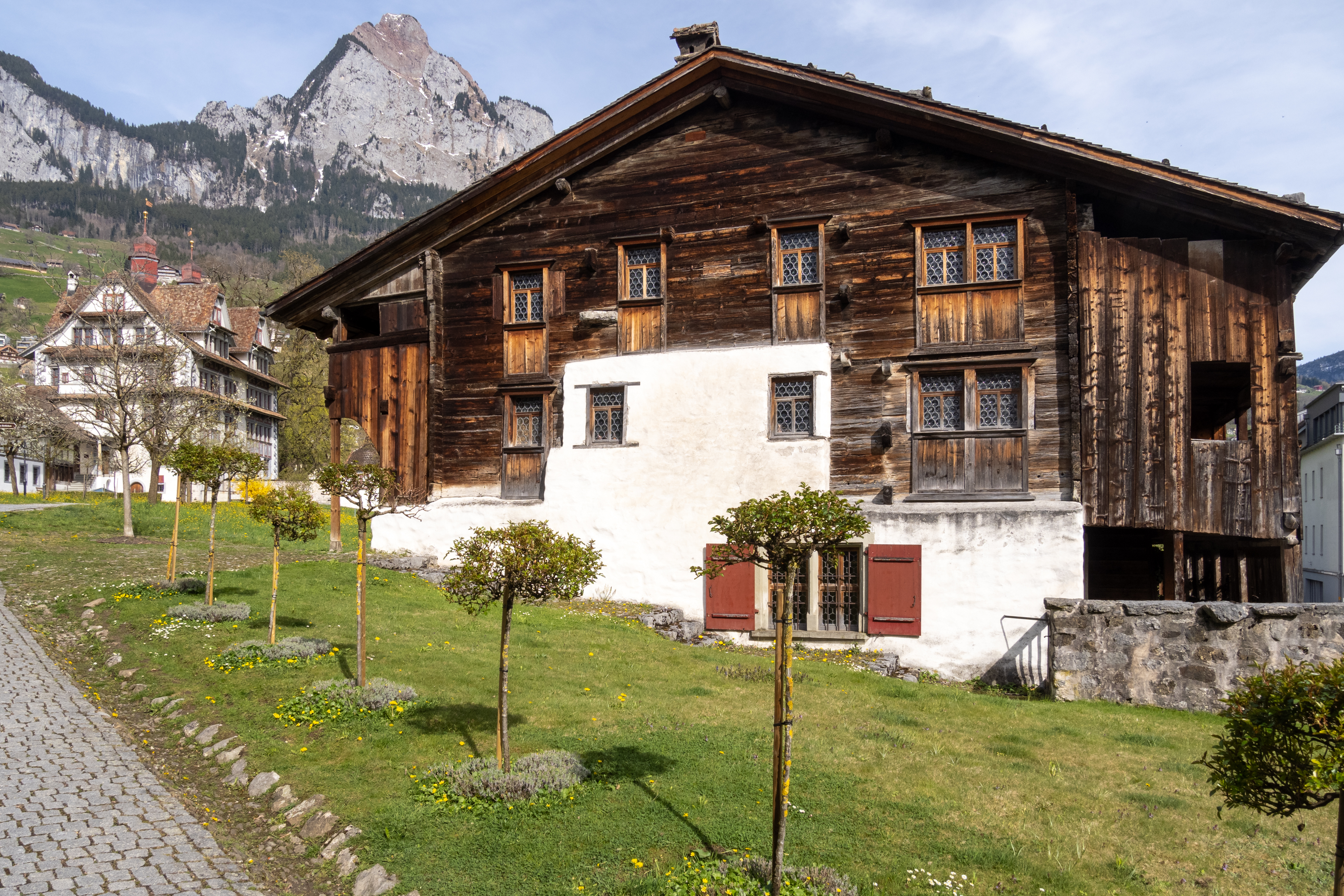
Haus Bethlehem (1287)

In Schwyz befindet sich das Bundesbriefmuseum mit dem Bundesbrief von 1291 und anderen alten Urkunden und Bannern der alten Eidgenossenschaft. Die Hauptfassade wird von einem Wandbild des Urner Malers Heinrich Danioth geschmückt.
Reich ausgestattet ist das Wohnmuseum im Ital-Reding-Haus. Zu besichtigen ist auch das alte Haus Bethlehem aus der Zeit der Gründung der Schweiz sowie der Schwyzer Schatzturm.
Einen Kontrapunkt setzt das moderne Forum der Schweizer Geschichte. Hier findet die Geschichte nicht in der blossen Rückwärtsbetrachtung statt, sondern wird zur lebendigen Auseinandersetzung mit Vergangenheit, Gegenwart und Zukunft.
1991 wurde mit dem «Mythenspiel» ein neuer Ansatz für die dramaturgische Inszenierung der Gründungsgeschichte gewagt. Alte Bräuche wie das Chlefelen und in der Fasnacht mit dem rhythmischen Narrentanz der historischen «Maschgraden-Figuren» werden u. a. durch die «Schwyzer Nüssler» gepflegt.
Das markanteste sichtbare Kennzeichen von Schwyz sind die Felspyramiden über dem Talkessel: der Grosse und der Kleine Mythen. Insbesondere der Grosse Mythen ist ein Ziel für Wanderer.
Bemerkenswert sind auch die katholische Pfarrkirche St. Martin mit Rokoko-Altären und Kanzeln aus Marmor und Stuckmarmor des Altarbauers Carlo Andrea Galetti aus San Fedele Intelvi, das Dominikanerinnenkloster St. Peter am Bach, der Kerchel (Beinhaus) mit der Heiligkreuzkapelle und das Rathaus.

## Bilder

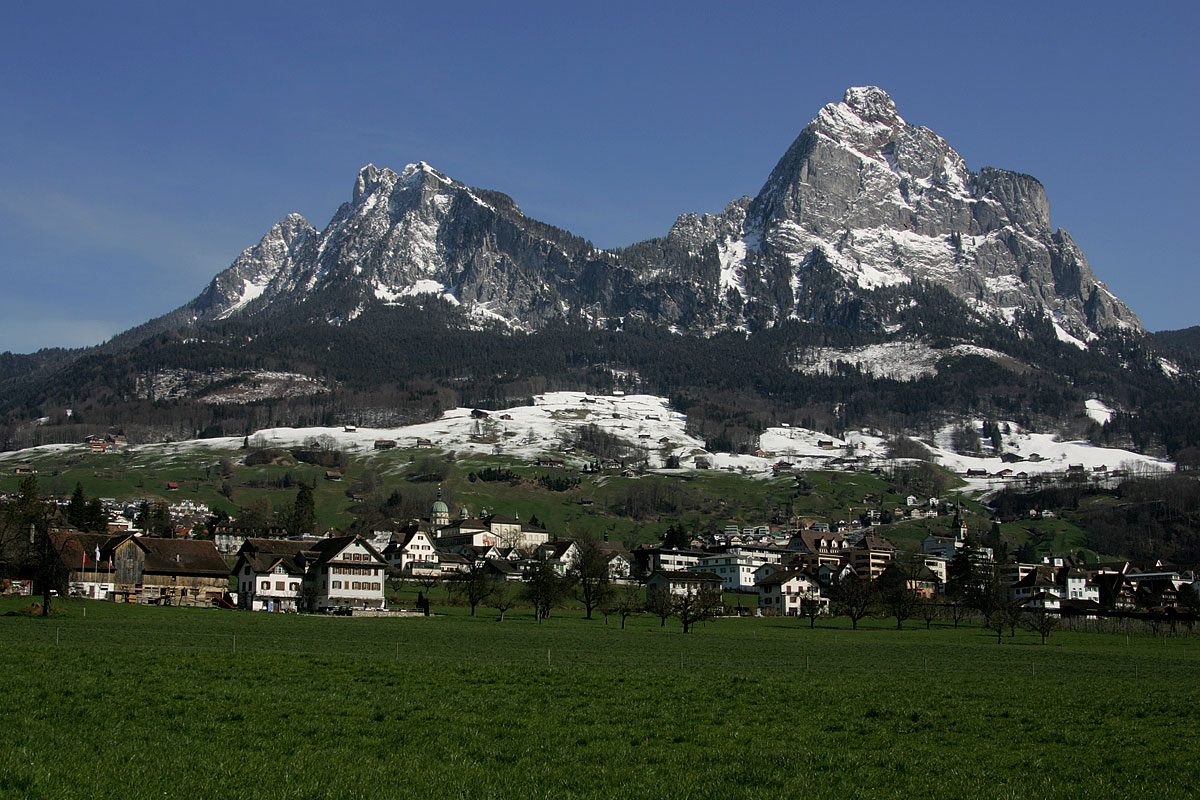
Schwyz mit Kleinem und Grossem Mythen
Schwyz, Rathaus, Teilaussenansicht 1906
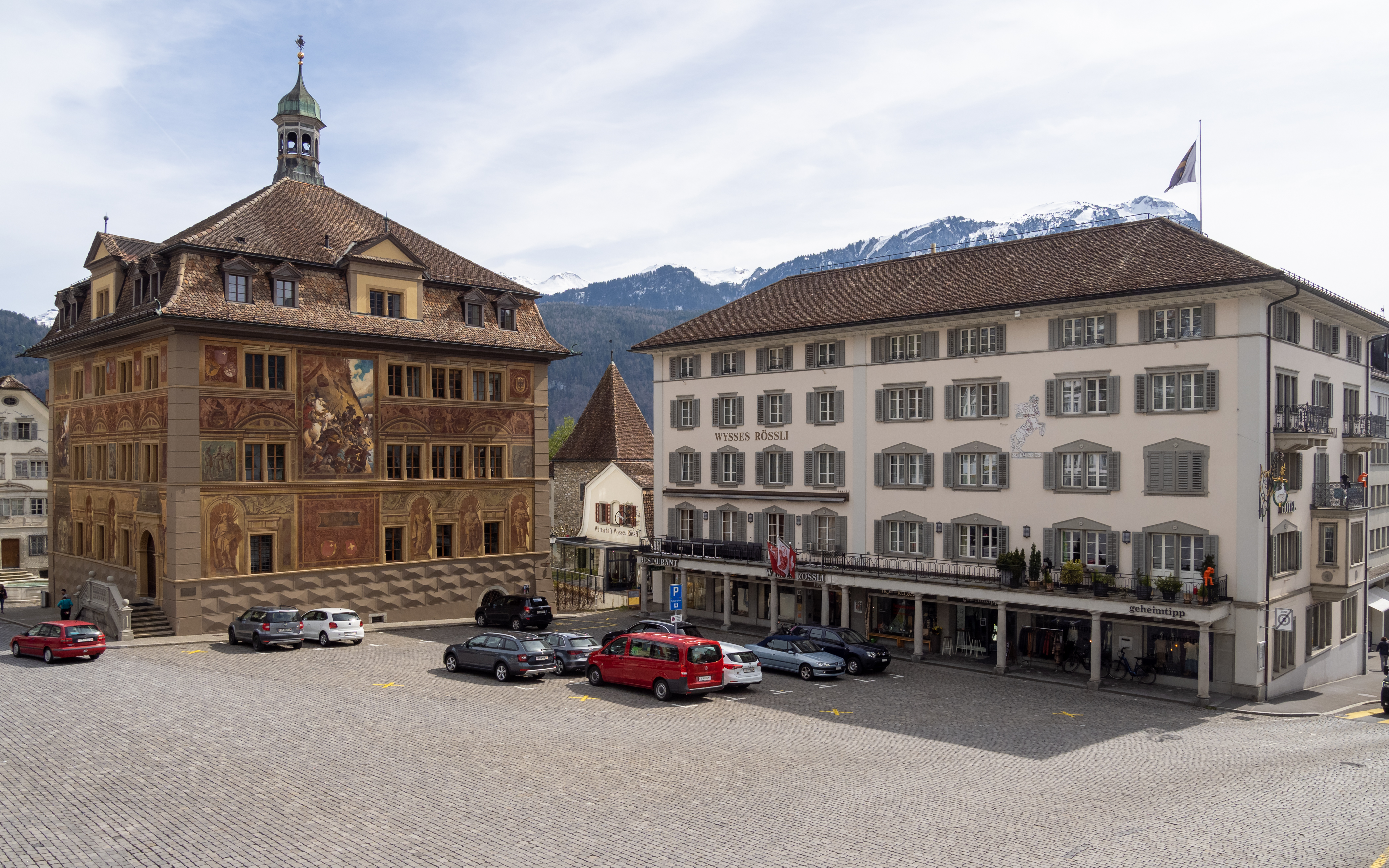
Hauptplatz mit Rathaus und «Wysses Rössli»
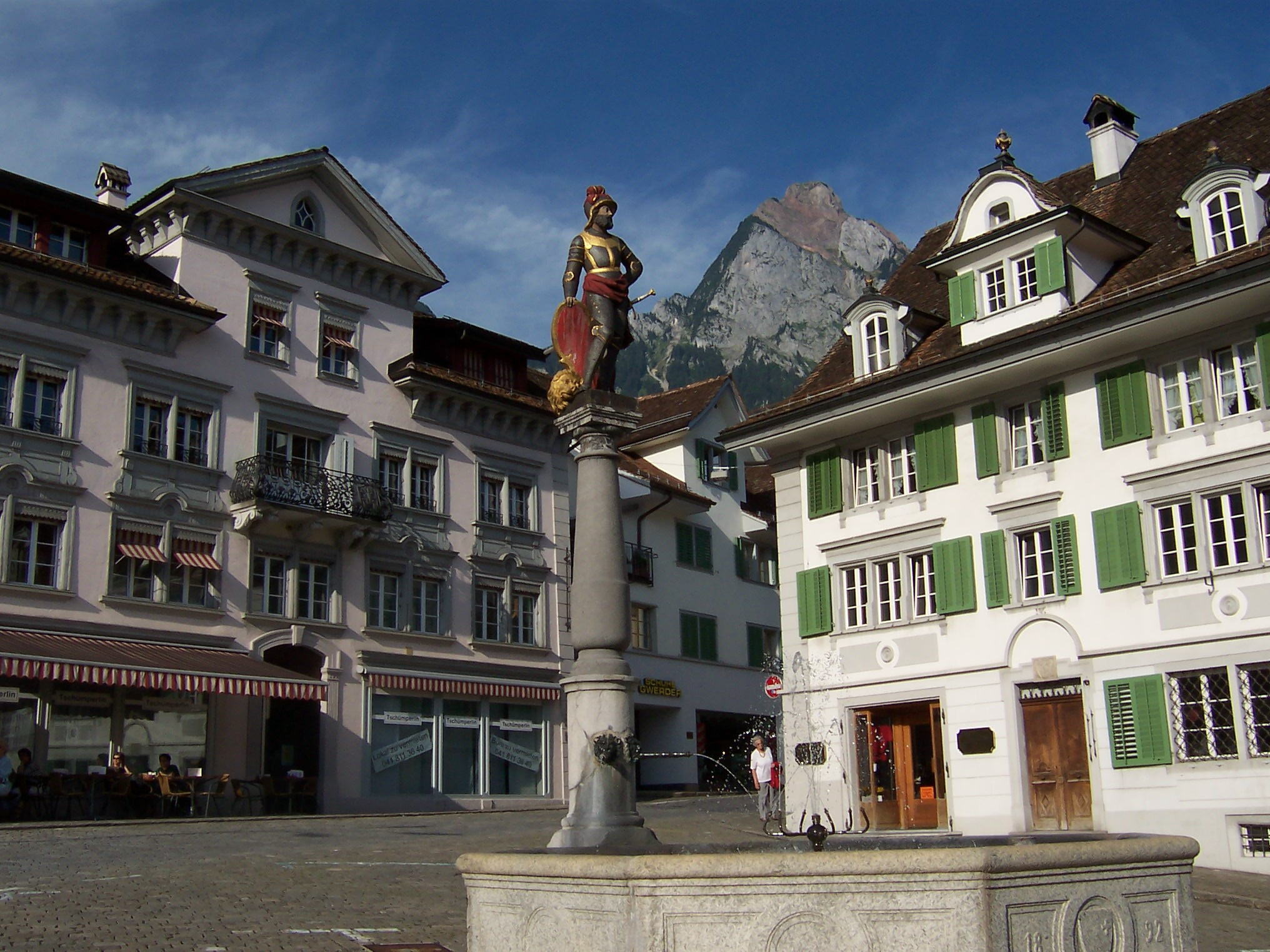
Brunnen-Mändl am Hauptplatz
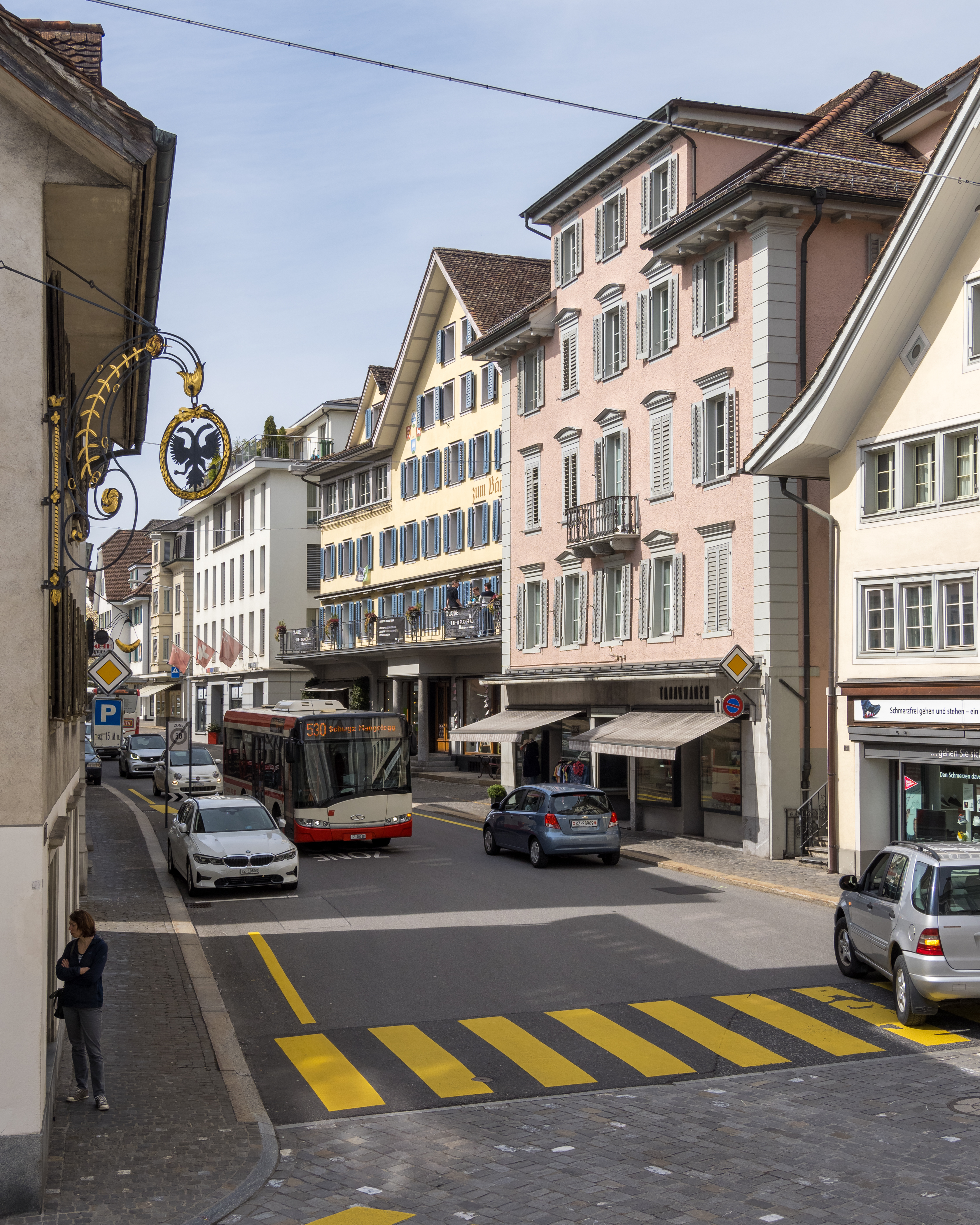
Blick von St. Martin in die Herrengasse
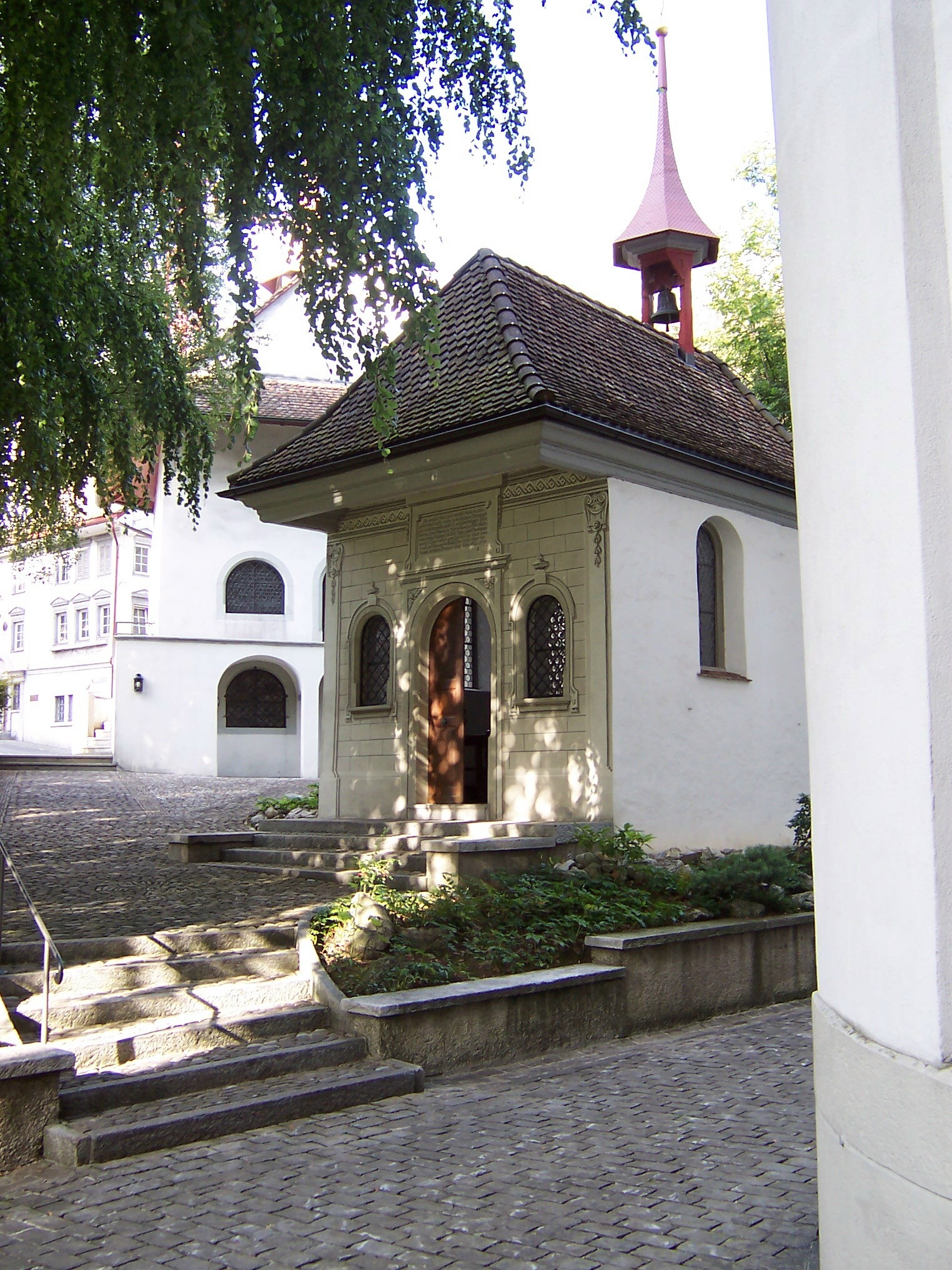
Heiligkreuzkapelle
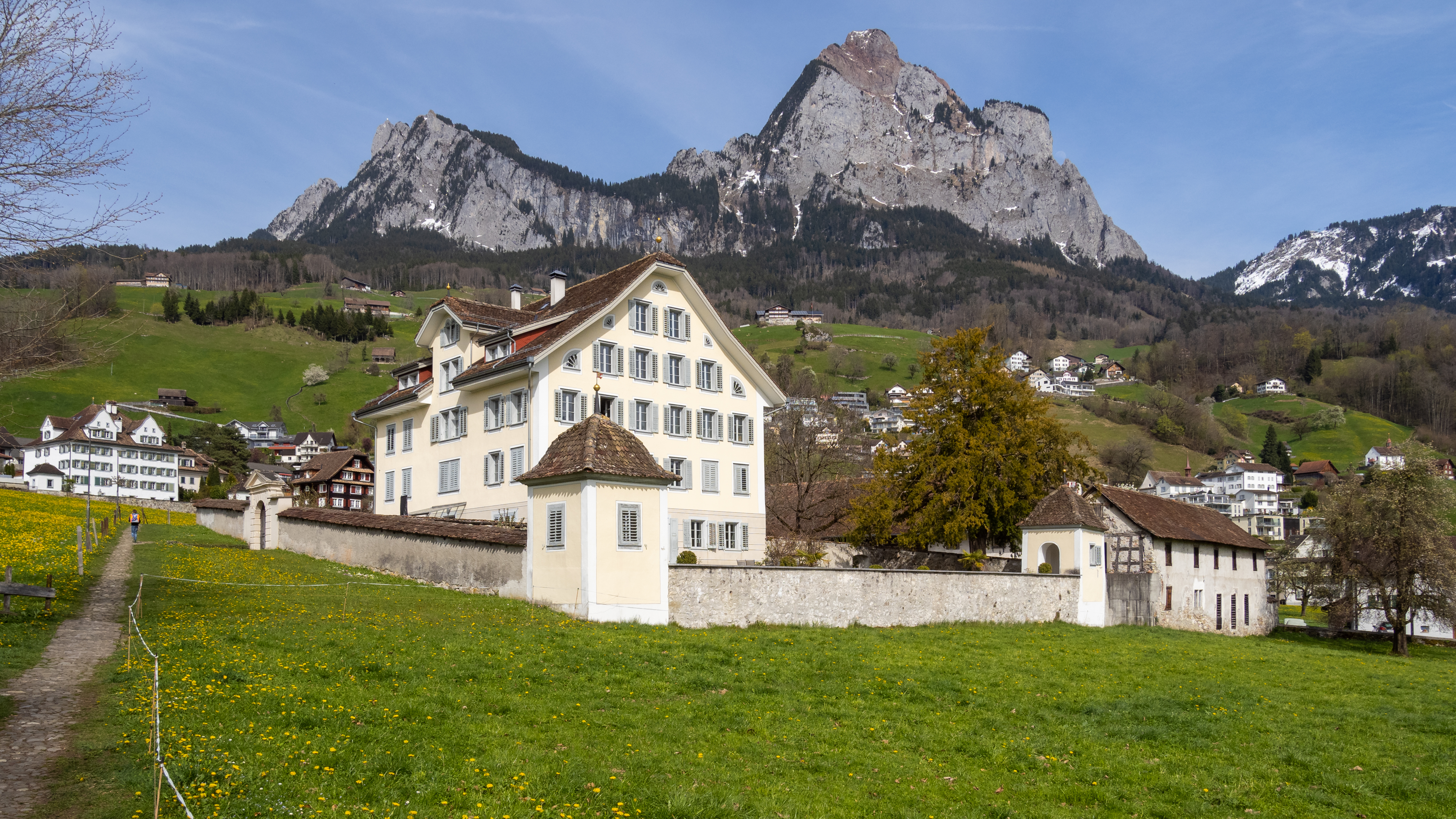
Herrenhaus «Mittleres Feldli» und Mythen
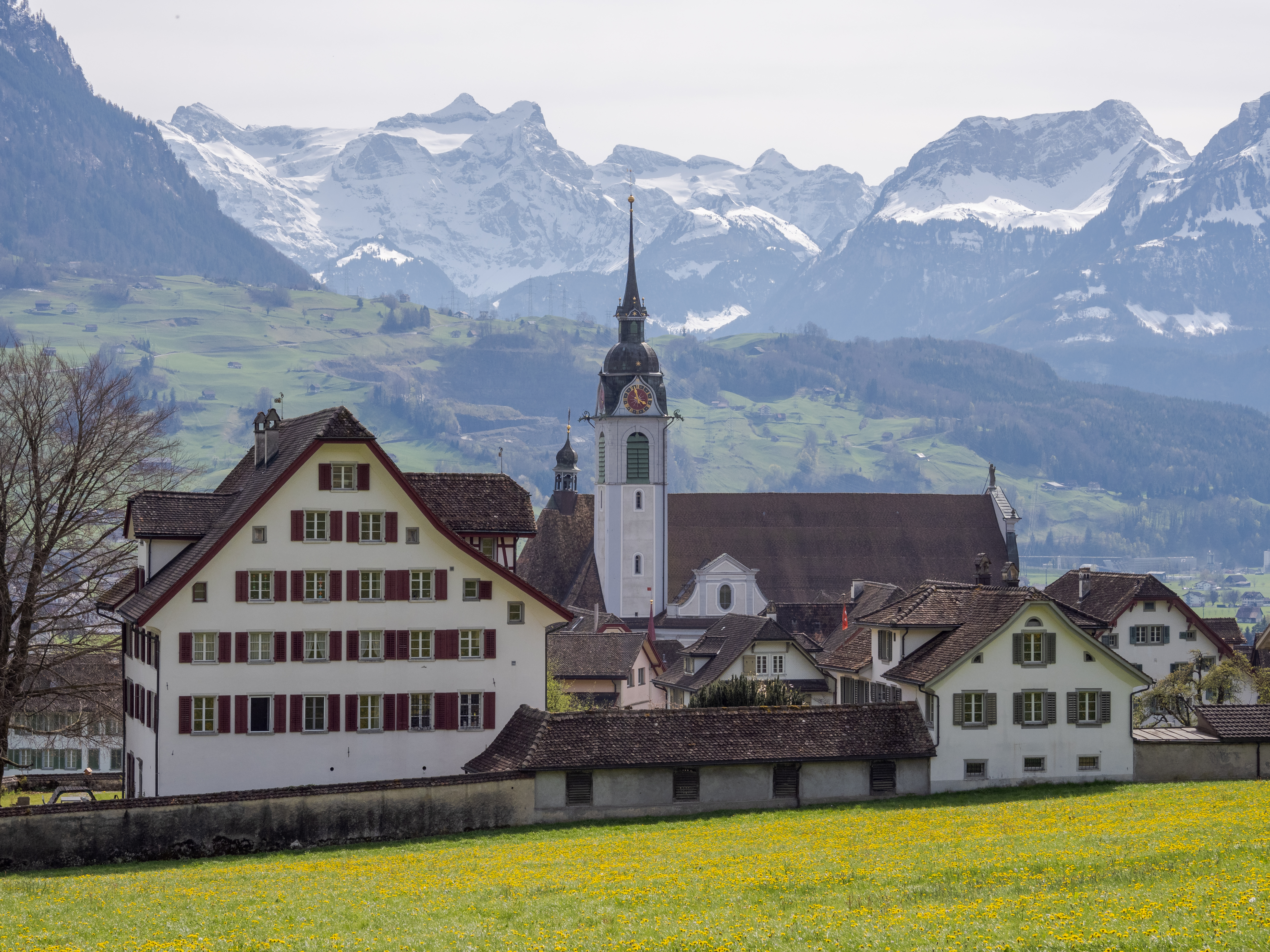
Haus "Feldli" und Pfarrkirche St. Martin

## Sport
In Schwyz gibt es diverse Sportvereine. Der STV Schwyz von 1893 deckt den polysportiven Breitensport in allen Altersklassen ab. Im Fussball spielen die Frauen des SC Schwyz in der 1. Liga, die Herren in der 3. Liga. Der FC Ibach spielt in der 2. Liga interregional.
Der EHC Seewen spielt Eishockey in der MySports League.
Die Handballer der Mythen Shooters spielen in der 2. Liga und die Vipers Innerschwyz spielen Unihockey in der 1. Liga.
Seit 2004 gibt es in Schwyz auch ein Flag-Football-Team, die Schwyz Rocks, welche mit vier Meistertiteln Rekordhalter in der Schweizer Flag-Football-Liga sind. Die Mythen Black Bulls spielen American Football und die Teams vom VBC Suito Schwyz Volleyball.
Im Skisport gibt es den Skiclub Schwyz und den Skiclub Ibach, aus denen mehrere Profisportler hervorgingen, so den Olympiateilnehmer von 1936 Josef Lindauer. In Schwyz ist obendrein der Mythenverband beheimatet und stellt seit Jahren diverse Top-Schwinger.

## Verkehr

### Schienenverkehr
Der an der Gotthardlinie gelegene Bahnhof Schwyz befindet sich rund zwei Kilometer ausserhalb des Dorfes Schwyz im Gemeindeteil Seewen. Der Bahnhof wird von Interregios und S-Bahnen angefahren.

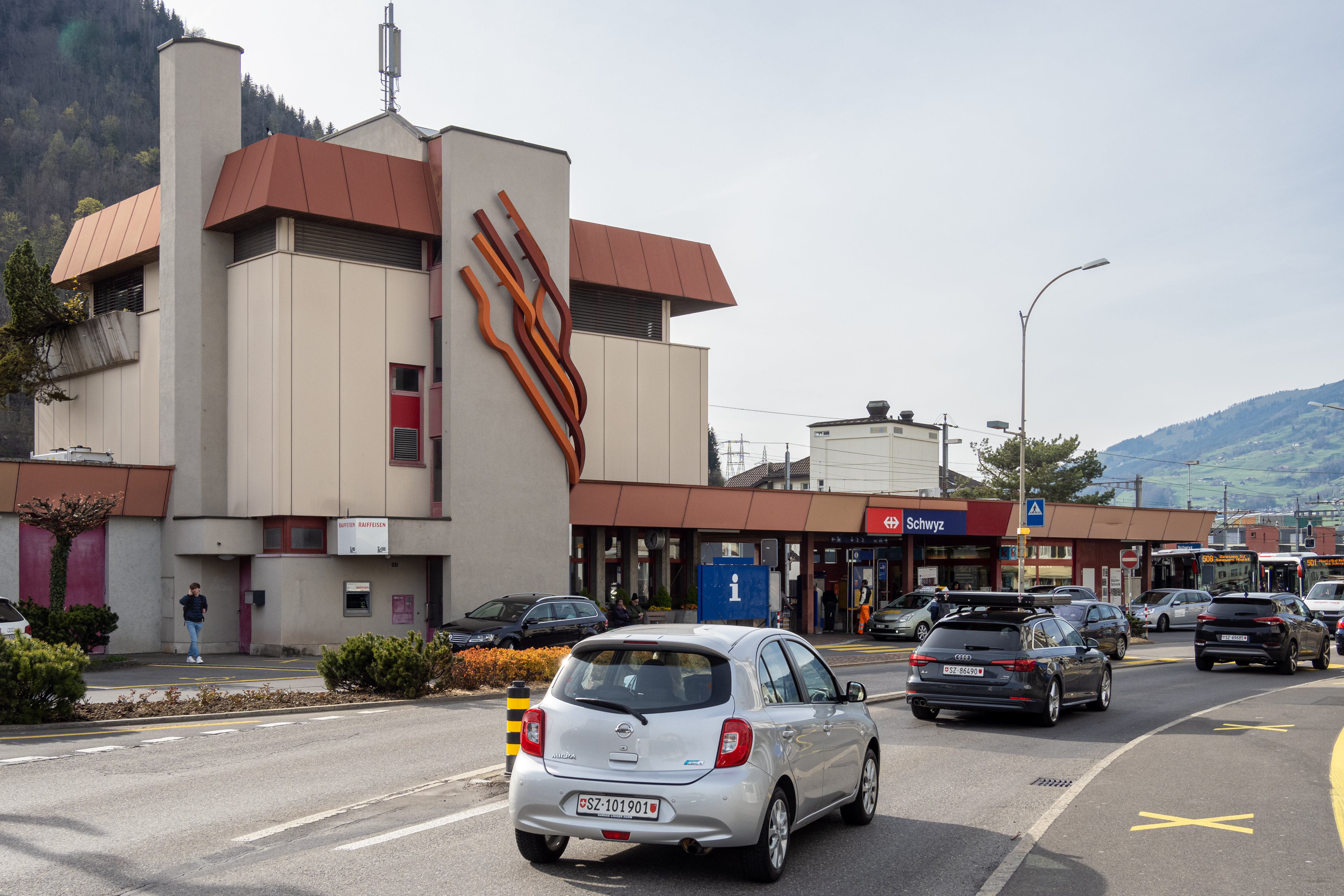
Bahnhof Schwyz

Erste Planungen der Schweizerischen Südostbahn sahen eine Linienführung der heutigen Bahnstrecke Biberbrugg–Arth-Goldau zum Bahnhof Brunnen anstatt zum Bahnhof Arth-Goldau vor. In diesem Fall hätte auch der Dorfkern von Schwyz einen Bahnhof erhalten – zunächst auf dem Kollegi-Fussballplatz, später im Steisteg.
Ganz im Südosten des Gemeindegebiets verkehrt seit 1933 die Standseilbahn Schwyz–Stoos vom Schlattli auf den Stoos. Sie wird im Dezember 2017 durch die neue Standseilbahn Schwyz–Stoos ersetzt, die zweitsteilste Standseilbahn der Welt.

### Nahverkehr
Vom 6. Oktober 1900 bis zum 14. Dezember 1963 verbanden die Schwyzer Strassenbahnen den Bahnhof Schwyz mit dem Ortskern. Am 8. Mai 1915 wurde noch das Teilstück Schwyz–Brunnen See eröffnet – es wurde am selben Tag stillgelegt wie die Linie Schwyz SBB–Schwyz. Ersetzt wurden die Tramlinien durch die Auto AG Schwyz, welche heute in den Kantonen Schwyz und Luzern 12 Buslinien betreiben.

## Persönlichkeiten

### Bis 1900
- Jakob Kaiser (1485–1529), Zürcher Reformator, in Schwyz als Ketzer verbrannt
- Rudolf Reding (1582–1616), Obervogt und Söldnerführer
- Abundantia Reding (1612–1687), Benediktinerin, Äbtissin und Paramentenstickerin
- Jakob von Weber (1630–1697), Arzt und Politiker
- Johann Heinrich Kydt (1634–1691), römisch-katholischer Geistlicher und Bühnenautor
- Franz Xaver von Weber (1669–1731), Politiker und Arzt
- Apollinaris von Weber (1685–1761), Kapuzinerpater und apostolischer Präfekt in Russland
- Dominik Benedikt von Weber (1689–1766), Prinzenerzieher und Naturwissenschaftler
- Alois Werner von Weber (1703–1792), Offizier und Politiker
- Felix Ludwig von Weber (1713–1773), Schwyzer Landammann und Kanzler des Klosters Einsiedeln
- Dominik Alois von Weber (1744–1827), Politiker und Offizier
- Josef Ludwig von Weber (1750–1835), Schwyzer Landammann, Kantonsrat und Landesstatthalter
- Karl Zay (1754–1816), Politiker und Arzt, Chronist des Goldauer Bergsturzes, Schwyzer Ratsherr
- Franz Xaver von Weber (1766–1843), Politiker
- Karl von Zay (1783–1854), Schwyzer Landammann, Statthalter und Kantonsgerichtspräsident
- David Alois Schmid (1791–1861), Maler, Zeichner und Graphiker
- Alois Fuchs (1794–1855), römisch-katholischer Priester, Stiftsbibliothekar
- Franz auf der Maur (1806–1847), Offizier
- Martin Marty (1834–1896), Benediktinerabt und Missionsbischof in den USA
- Rudolf von Reding (1859–1926), Ständerat, Landammann und Oberstbrigadier
- Karl Elsener (1860–1918), Messerschmied und Unternehmer, Gründer von Victorinox
- Melchior Annen (1868–1954), Grafikdesigner, Buchillustrator und Plakatkünstler
- Karl von Weber (1879–1964), Kantons-, Regierungs- und Nationalrat
- Joseph Steiner (1882–1975), Architekt
- Adolf Suter (1882–1947), Jurist und Politiker
- Hans Steiner (1884–1964), Jurist und Politiker
- Paul Styger (1887–1939), Archäologe
- Meinrad Inglin (1893–1971), Schriftsteller

### Ab 1901
- Oskar Eberle (1902–1956), Autor und Regisseur des Fasnachtsspiels «Vivelun Taikun» 1947
- Josef Lindauer-Kälin (1912–1997), Skisportler
- Joachim Weber (1913–1999), Politiker, Nationalrat und Verbandspräsident
- Paul Kamer (1919–1999), katholischer Geistlicher, Lehrer und Bühnenautor
- Carl Elsener senior (1922–2013), Unternehmer, Firmenchef von Victorinox
- Elisabeth Blunschy-Steiner (1922–2015), Juristin und Politikerin
- Paul Schorno (1930–2019), Theaterkritiker und Buchautor
- Franz Anderrüthi (1931–2020), Bergsteiger
- Xaver Reichmuth (1931–2013), Politiker
- Dominik Marty (1932–2005), Bassgeigenspieler
- Urs N. Glutz von Blotzheim (* 1932), Zoologe und Ornithologe
- Franz Annen (1942–2018), römisch-katholischer Theologe
- Toni Dettling (* 1943), Politiker
- Gertrud Leutenegger (1948–2025), Schriftstellerin
- Sepp Trütsch (* 1949), Sänger und Volksmusikmoderator
- Paul Tschümperlin (1956–2022), Jurist
- Carl Elsener junior (* 1958), Unternehmer, Firmenchef von Victorinox
- Corinne Imlig (* 1979), Skirennfahrerin
- Mario Galgano (* 1980), Journalist
- Nadja Jnglin-Kamer (* 1986), Skirennfahrerin
- Corinne Suter (* 1994), Skirennfahrerin
- Marco Pfyl (* 1997), Kunstturner
- Dario Ulrich (* 1998), Fussballspieler